# 日建ソイルリサーチ
株式会社日建ソイルリサーチ（にっけんソイルリサーチ） は、大阪市中央区に本社があった建築ならびに土木の計画・設計に関する地質調査、コンサルティングおよび測量業務を行う調査・建設コンサルタント事務所。
日本最大の建築設計事務所である日建設計において1953年、正式に土木部門に地質調査の担当部著を設置。これにより土質調査を自社で行い設計反映させる体制を整える。
1957年より、土木設計監理および調査測量業務に従事し、1988年に地質調査・測量部門として独立。
2007年、グループ会社の日建設計シビルと合併。

## 日建設計グループ
- 日建設計
- 日建設計総合研究所
- 日建設計シビル
- 北海道日建設計
- 日建ハウジングシステム
- 日建スペースデザイン
- 日建設計マネジメントソリューションズ
- 日建設計コンストラクションマネジメント